# Wilmot Proviso

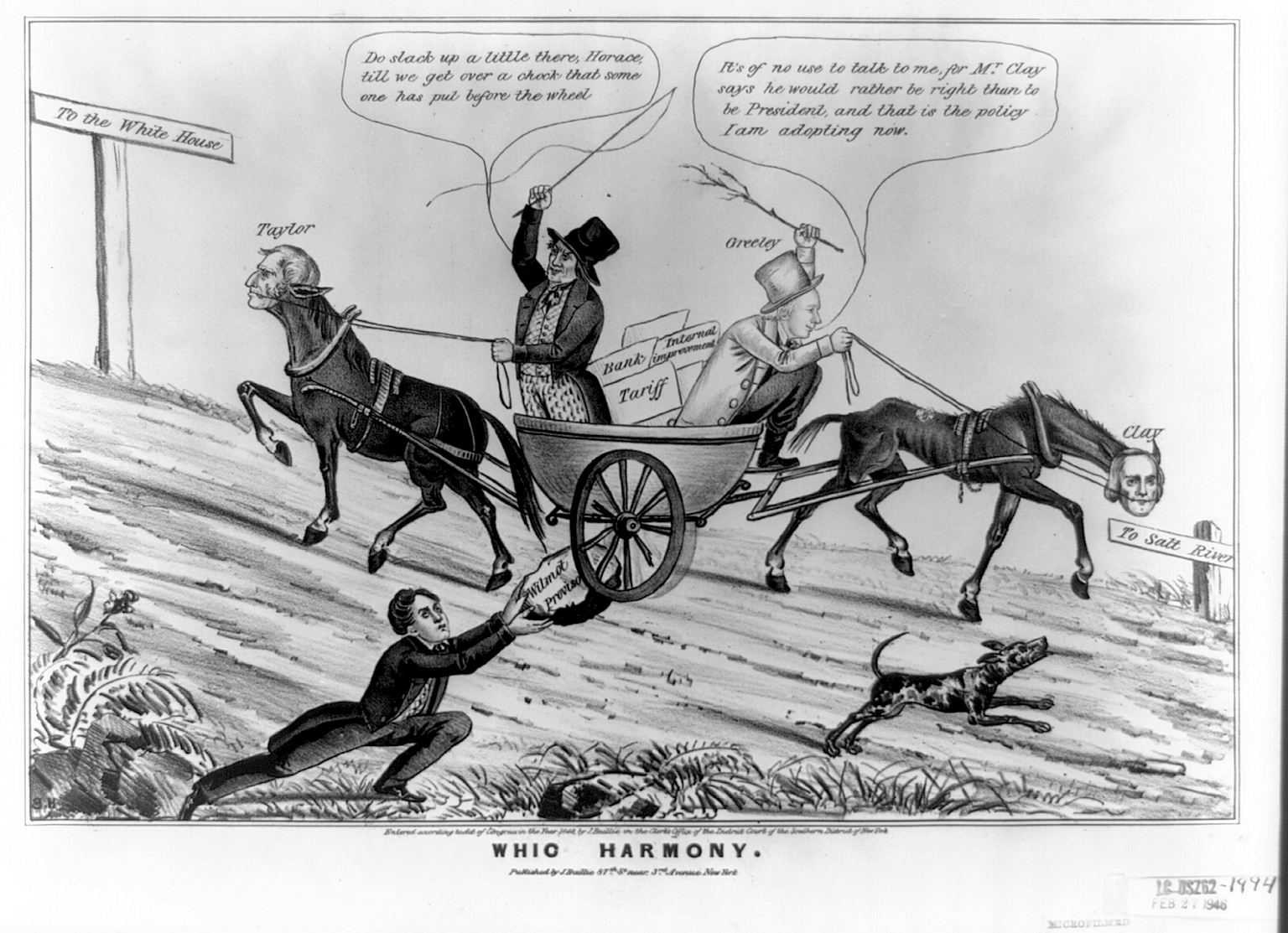
Karikatur zum Wilmot Proviso

Der Wilmot Proviso, seltener auch die Wilmot-Klausel, war ein am 8. August 1846 von David Wilmot, einem Mitglied des Repräsentantenhauses, eingebrachter Zusatzantrag im US-Kongress. Er besagte, dass in den weiten Gebieten, die im Zuge des Mexikanisch-Amerikanischen Krieges an die Vereinigten Staaten gefallen waren, die Sklaverei nicht eingeführt werden durfte. Der Antrag wurde über die nächsten Jahre mehrmals eingebracht, jedoch niemals verabschiedet. Dies scheiterte im Wesentlichen aufgrund des Widerstands im Senat. Er wird als einer der Vorfälle gewertet, die zum Sezessionskrieg führten.
Der Wilmot Proviso wurde zunächst durch den Kompromiss von 1850 hinfällig. Mit dem Inkrafttreten des 13. Verfassungszusatzes im Jahr 1865 wurde die Sklaverei dann auf dem gesamten amerikanischen Staatsgebiet abgeschafft.